# Lytta rathvoni
Lytta rathvoni är en skalbaggsart som beskrevs av Leconte 1853. Lytta rathvoni ingår i släktet Lytta och familjen oljebaggar. Inga underarter finns listade i Catalogue of Life.